# ريكس بروف
ريكس بروف (بالإنجليزية: Rex Brough)‏ هو مهندس الصوت ومنتج أسطوانات وملحن ومهندس بريطاني، ولد في 1960 في Meriden, West Midlands ‏ في المملكة المتحدة.

## وصلات خارجية
- ريكس بروف على موقع ميوزك برينز (الإنجليزية)
- ريكس بروف على موقع ميوزك برينز (الإنجليزية)
- ريكس بروف على موقع ديسكوغز (الإنجليزية)